# 12 Geminorum
12 Geminorum är en blåvit ljusstark jätte i stjärnbilden Tvillingarna.
12 Geminorum har visuell magnitud +6,97 och kräver fältkikare för att kunna observeras. Den befinner sig på ett avstånd av ungefär 2530 ljusår.